# Dengeki Bunko
Dengeki Bunko (電撃文庫?) es una imprenta afiliada a la editorial japonesa ASCII Media Works.
Se estableció en junio de 1993 después de que MediaWorks legalmente absorbiera a ASCII, y desde octubre de 2013 se convirtió en el sistema actual para la publicación de novelas ligeras de esa editorial.

## Historia
Comenzó con la publicación del primer volumen de Hyōryū Densetsu Crystania, que es una novela ligera dirigida a un público masculino. Los editores responsables de esta imprenta tienen fama de dar la bienvenida a los nuevos autores, y tienen un concurso anual, el Dengeki Novel Prize, para descubrir nuevos talentos. El octavo volumen de Kino's Journey, originalmente publicado en octubre de 2004, fue la novela #1.000 publicada por Dengeki Bunko. Hasta septiembre de 2010, Dengeki Bunko ha publicado más de 2000 novelas ligeras; la novela #2.000 fue el primer volumen de Golden Time, escrita por Yuyuko Takemiya. En abril de 2007, tres películas anime basadas en la serie de novelas ligeras publicadas por Dengeki Bunko se produjeron; los tres títulos fueron Kino's Journey, Shakugan no Shana, e Inukami!. Después, la revista de novelas ligeras de MediaWorks, Dengeki hp, fue descontinuada, y una nueva revista titulada Dengeki Bunko Magazine la sucedió. En abril de 2013, la imprenta celebró su aniversario #20 con una exposición.

## Distribución en Niconico
Desde el 5 de junio de 2013, el servicio de distribución de video "Niconico" ha publicado un trabajo de Dengeki Bunko en un servicio llamado "novela serializada Niconico" que permite leer novelas serializadas como obras famosas y celebridades. Junto con eso, se abrió el canal "Dengeki Bunko" en "Niconico", y se lanzaron videos varias cosas, además del servivcio "novela serializada Niconico" mencionado anteriormente. Fue desarrollado como festejo del vigésimo aniversario de Dengeki Bunko, pero terminó el 30 de octubre de 2016.

## Obras sobresalienetes publicadas por Dengeki Bunko
- Absolute Solitude
- Adachi to Shimamura
- Denpa Onna to Seishun Otoko
- Durarara!!
- Golden Time
- Musume jyanakute Mama ga Suki nano!?
- Netoge no Yome wa Onna no Ko Janai to Omotta?
- Ore no Imōto ga Konna ni Kawaii Wake ga Nai
- Ore wo Suki Nano wa Omae Dake ka yo
- Osananajimi ga Zettai ni Makenai Love Comedy
- Seishun Buta Yarō
- Shakugan no Shana
- Sword Art Online
- To Aru Majutsu no Index
- Toradora!
- Spice and Wolf